# Federació Internacional d'Aikido
La Federació Internacional d'Aikido va ser fundada pel Doshu Kisshomaru Ueshiba amb el propòsit d'agrupar les federacions d'Aikido dels diferents països en què es practica. El primer congrés es va fer a Tòquio el 1976.
L'actual (2005) president és el Doshu Moriteru Ueshiba

## Països membres
Per esdevenir membre de la FIA, és un requisit imprescindible haver obtingut abans el reconeixement de l'Aikikai Foundation, però això no implica necessàriament l'admissió com a membre de la FIA, ja que únicament accepta una sola organització per un territori, no necessàriament coincident amb un estat.

### Europa
- Alemanya Aikikai Deutschland
- Bèlgica (Pàgina web)
- Bulgària (Pàgina web Arxivat 2005-07-12 a Wayback Machine.)
- Escòcia Scottish Aikido Federation
- Eslovàquia Slovenská Aikido Asociácia
- Finlàndia (Aikikai de Finlàndia)
- França (FFAAA)
- Irlanda[ http://www.aikido.ie/ Irish Aikido Federation ]
- Itàlia Aikikai d'Italia
- Luxemburg (Aikikai Luxemburg Arxivat 2005-05-27 a Wayback Machine.)
- Mònaco Association Sportive de Monaco
- Noruega Norges Aikidoforbund
- Països Baixos Aikikai Aikido Nederland
- Polònia Polska Federacja Aikido
- Portugal Federaçao Portuguesa de Aikido
- Regne Unit British Aikido Federation
- Rússia Aikikai federation of Russia
- Sèrbia i Montenegro Aikido Federacija Srbije i Crne Gore - Aikikai SCG Arxivat 2005-05-27 a Wayback Machine.
- Suècia Svenska Budoförbundet Aikidosektionen Arxivat 2005-09-26 a Wayback Machine.
- Suïssa Association Culturelle Suisse d'Aikido
- Txèquia (Aikikai Txecoslovàquia)

### Àsia
- Filipines Pilipinas Aikido Propagation Association
- Indonèsia
- Japó
- Líban
- Macau Aikikai Macau
- Malàisia Aikikai Malaysia
- Singapur Aikikai Singapur
- Taiwan Republic of China Aikido Association
- Tailàndia Aikido Association of Thailand
- Xina (Honk Kong)

### Àfrica
- Marroc
- República Sudafricana Aikido Federation of South Africa

### Amèrica
- Argentina
- Brasil (Pàgina web)
- Estats Units United States Aikido Federation
- Mèxic
- Paraguai Asociacion Paraguaya de Aikido
- Uruguai Federacion Uruguaya de Aikido
- Xile (Aikikai Chile Arxivat 2005-05-27 a Wayback Machine.)

### Oceania
- Austràlia (Pàgina web)
- Nova Zelanda New Zealand Aikido Federation

## Països que han estat baixa
- Espanya al mes de setembre de 2004